# 광교산

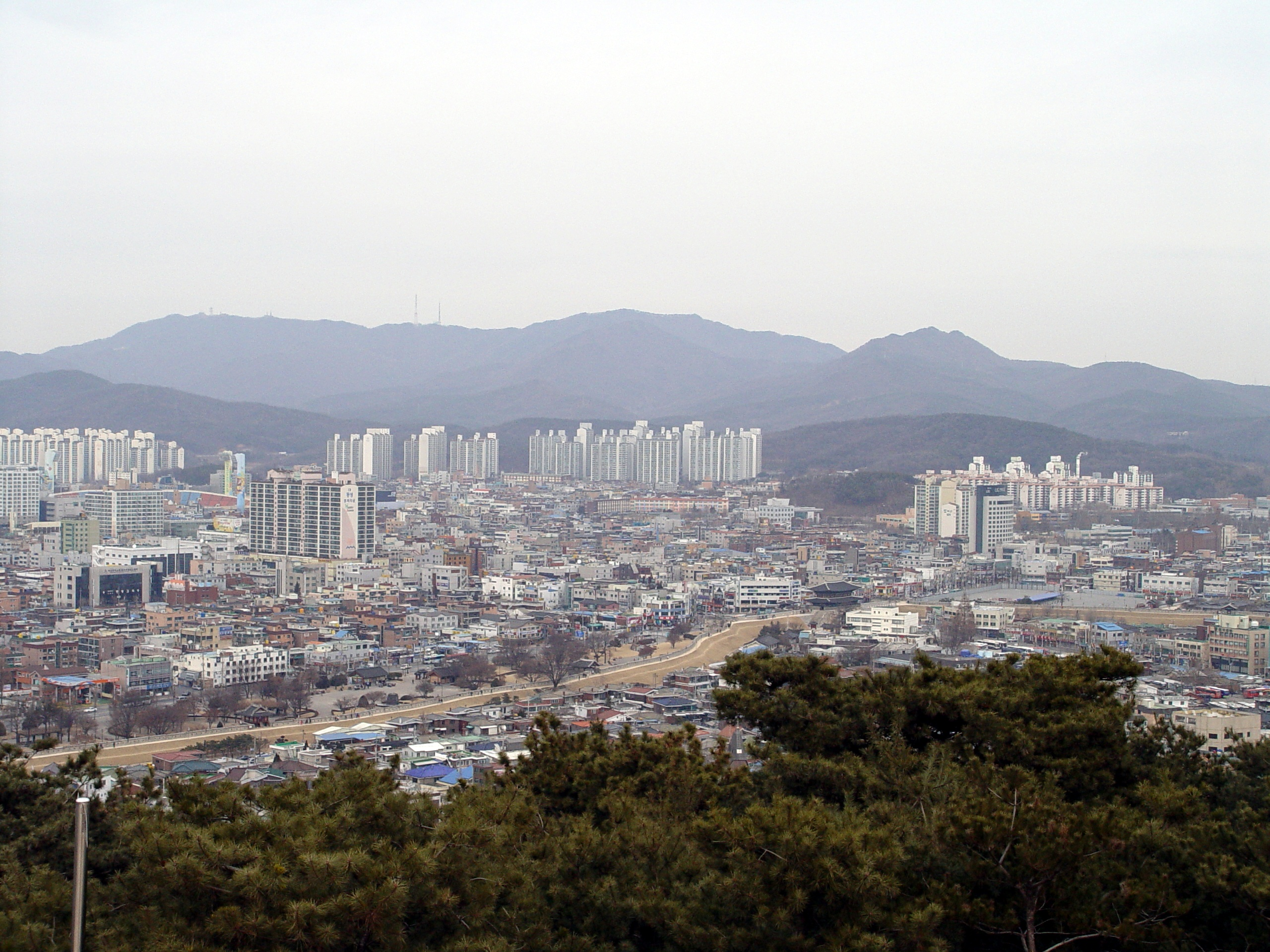

광교산(光敎山)은 대한민국 경기도 수원시와 용인시의 경계를 이루는 산이다. 최고봉인 시루봉(582m)을 중심으로 백운산(566m), 바라산(428m), 우담산(425m), 청계산(618m)으로 연결된다.
광교산은 수원천의 발원지이자 용인 탄천의 발원지 중에 한 곳이기도 하다. 수원에서는 북쪽, 용인에서는 서북쪽에 위치하면서 북쪽에서 불어오는 겨울의 찬 바람을 막아주고 있다. 풍수지리에서 바람을 가두고 물을 얻게 한다는 장풍득수(藏風得水)의 역할을 제대로 하고 있는 것이다.
또한 광교산은 시가지를 안고 있는 수원의 주산으로 원래 이름은 광악산이었으나 고려 태조 왕건이 광교산으로 명명했다고 전해진다.
높이에 비하면 인근의 백운산과 함께 바위가 거의 없이 상당한 규모를 자랑하는 덩치 큰 육산(肉山, 흙산)이다. 신경준의 《산경표》에 의하면 한남금북정맥의 한남정맥에 속하는 산으로 수원에서 제일 높은 산이다. 용인에서 제일 높은 산은 해발 595m의 마구산(馬口山)이다. 이렇게 광교산은 해발 582m로 그다지 높은 산은 아니지만 자락을 넓게 벌리고 있는 산세가 풍요롭게 넓어 수원을 북에서 싸안고 있는 형세를 한 수원의 진산이다.
주위에 큰 산이 없는 평야에 위치한 수원이라 광교산은 어쩌면 수원사람들에게 물을 대주는 역할을 해온 고마운 산일지도 모른다. 광교산은 산의 높이에 비해서는 인근에 연결되는 백운산과 함께 상당한 규모를 자랑하는 덩치가 큰 산이다. 소나무 능선 산행이 특징적이며, 능선엔 송림이 많은 편이다. 계곡안은 활엽수림으로 이루어져 있다. 능선 산행 중 남으로는 수원시가 간혹 보이고, 시루봉에서는 수지구 일대와 분당 등이 보인다.

## 광교산에 얽힌 이야기
광교산은 백두대간 13정맥 중 하나인 한남정맥(漢南正脈)의 주봉(主峰)이다. 한남정맥은 경기수부지역인 수원을 비롯한 용인, 광주, 과천, 안양, 의왕, 부천, 시흥, 김포, 화성, 오산, 평택, 안성 등 경기남부권 일원을 포용하면서 한강수계와 서해수계의 분수령을 이룬 경기산하의 모체라 할 수 있다.
한양에 경기도 행정의 본산인 관찰부와 도청이 자리하고 있을 때인 조선왕조 이래 1960년대는 삼각산이 경기도의 진산(鎭山)으로 자리를 지켰으나 이제는 광교산이 경기도의 진산이 되어야 하는 이유가 충분히 있다. 광교산이 백두대간 한남정맥의 주봉으로 해발 582m인 경기 중부권 산하의 상징이자 물줄기의 근원을 이루는 발원처이기도 하지만 경기 중부권의 주산으로 나라의 고난과 함께 해온 산이기 때문이다.
무엇보다 광교산이 지니고 있는 정신적 버팀목은 국난극복의 현장이라는 점이고 임진왜란, 전화의 상처가 채 가시지 않은 37년 후인 1636년 또다시 북방민족인 여진족에 의해 전란을 겪어야 했던 병자호란 때 김준용 장군에 의해 광교산에서 대첩을 거둔 역사 현장을 생생하게 증언하고 있기 때문이다. 그러기에 1967년 6월 23일 경기도청은 광교산을 진산으로 하여 발전하고 있는 수원으로 옮긴 것은 정말 잘한 일이다.
수원시 자료에 따르면, 광교산은 옛적엔 광악산(光岳山), 광옥산(光獄山) 등으로 불렸다. 〈고려야사〉에 의하면, 광교산의 원래 이름은 광옥산이었는데 고려 태조 왕건에 의해 광교산으로 바뀌었다고 한다.
928년 왕건이 후백제의 견훤을 정벌하고 돌아가는 길에 광옥산 행궁에 머물면서 군사들의 노고를 치하하고 있었는데, 이 산에서 광채가 하늘로 솟아오르는 광경을 보았다. 이에 부처님의 가르침을 주는 산이라 하여 산 이름을 친히 ‘광교(光敎)’라고 하였다는 것이다.
1987년 경기도에서 발간한 지명유래집에는 “아주 먼 옛날 수도를 많이 한 도사가 이 산에 머무르면서 제자들을 올바르게 가르쳐 후세에 빛이 되었다고 해서 광교산이라 하였다”고 나와 있다. 또한 광교산에는 창성사(彰聖寺)를 비롯 89개처에 암자가 있었다고 하여 명산으로 알려져 있기도 하다.
예로부터 ‘광교적설(光敎積雪)’을 ‘수원8경’ 중 으뜸으로 꼽았다. 옛날에도 광교산에 노송이 많아 거기에 수북이 쌓인 눈이 보기 좋았을 것으로 보인다. 그래서 떡시루와 같다고 붙여진 이름, 시루봉에서 바라보는 수원과 용인, 그리고 분당의 모습이 더욱 풍요롭게 보이는 것이다. 좋은 산은 하늘에서 만든다는 말을 실감하게 한다.
광교산은 보개산(석성산)과 더불어 경기도의 진산이고 주봉이다. 광교산에서 발원하는 물이 안양천과 유천(柳川), 탄천을 만들듯이 보개산에서 발원하는 물이 오산천과 경안천(팔당호), 탄천을 만든다. 오산천은 칡넝쿨처럼 흐른다해서 갈천(葛川)이라 했다. 탄천의 상류지역을 장천(莊川, 기흥)과 원우천(遠于川, 분당 구미)이라 기록했듯이 《대동여지도》에는 경안천이 우천, 《신증동국여지승람》에는 소천으로 기록되어 있다.
경안천이라는 명칭은 과거의 광주군청 경안리, 지금의 광주시 경안동에서 유래했다. "경안"은 '서울에서 가깝다'라는 뜻을 지니고 있다. 경안천의 옛 이름은 우천(牛川) 또는 '소천'외에 금량천으로도 불렸다. 현재는 한자를 '京安川'이 아닌 '慶安川'으로라 쓰고 있다. 안양천 원래의 이름으로는 "오목내"이며 그 뜻은 주변에 많은 지천 들이 있으나 제일 깊이 오목하게 골이 파여진 하천이라고 해서 오목내라 불렀다.
황구지천은 남류천(南流川)으로 수원 광교산(光敎山) 계곡에서 발원, 수원시내를 관통해 광교천(光敎川) 유천(柳川)을 이루다가 수원시내 최남단 대황교(大皇橋) 부근에서 동북쪽의 원천천(援川川)을 만나 본류를 이룬 다음 화성시 태안읍 황학리. 송산리를 거쳐 오산시 양산동과 태안음 안녕리 시.군 경계를 지난다. 황구지천은 계속 남류, 화성시 정남면 계양리. 용수리. 귀래리. 양감면을 지나면서 주변에 넓은 충적평야를 형성한 후 오산천. 진위천(搢威川)과 합류해 아산호에 유입된다.
산맥도 3개의 지맥으로 갈라진다. 인성산 형제봉에서 이어온 산이 수리산과 백운산으로 갈라지듯 함박산 부아산에서 이어온 산이 법화산과 향수산으로 갈라지는 것이다. 이것이 명산으로 알려지면서 두 지역이 높은 지대로 평가받는 이유이다.

## 산행코스 정보
경기 수원의 진산(鎭山) 광교산은 수원시민에게 서울시민의 북한산이나 관악산 같은 곳이다. 광교산을 야트막한 뒷동산쯤으로 생각하면 오산이다. 광교산 자체 종주거리만 10km가 훌쩍 넘고, 노송숲으로 이어지는 능선길이 평이하지만 매혹적이다.
식생도 풍부해 여름에는 희귀식물도 적지 않다. 몇 년 전 행해진 광교산의 자생식물 조사결과를 보면 개머루, 둥굴레, 참꽃마리, 은대난초, 은방울꽃, 졸방제비꽃, 곰의말채, 큰애기나리 등 자생식물들이 다양하게 발견됐다. 올 1월말에 끝났지만 수원시가 여러 코스에 자연휴식년제를 지정해 광교산 식생 보호에 적극적으로 나서고 있다.
한강 이남으로 뻗은 한남정맥 최고봉인 광교산과 잇대어 있는 백운산(白雲山·564m), 바라산(428m)을 연계산행하면 더욱 좋다. 산행을 좋아하는 사람들에게는 단골코스다. 산행거리는 15~16km 정도 잡아야 한다. 이 코스는 수원시와 용인시, 의왕시에 걸쳐 있어 긴 편에 속하지만 산세가 순해 크게 힘들지는 않다. 능선 전체로 나른하게 번지는 봄기운에 취해 걷다 보면 어느새 6~7시간이 훌쩍 지나간다.
서울 관악구 호암산에서 시작하여 삼성산~관악산~우면산~청계산~우담산~바라산~백운산~광교산으로 이어지는 50km 산행이 있고 서울시 서초구 대모산에서 시작하여 구룡산~청계산~우담산~바라산~광교산으로 이어가는 37 km 산행도 있다. 산행을 즐기는 등산객에게는 그만큼 볼거리가 많다는 이유일 것이다.
3개 산을 종주하자면 들입목은 경기대 입구 옆 광교저수지가 바라보이는 반딧불이화장실이 좋다. 화장실에서 출발한다니 좀 이상하게 들릴지 몰라도 광교산 화장실들은 다슬기화장실, 항아리화장실 등 예쁜 이름들이 붙어 있고 전국에서 가장 깨끗하기로 소문나 있다. 그동안 수원시가 화장실문화 개선에 적극적으로 나섰기 때문이다.
들입목에서 본격적인 능선에 붙게 되는 백년수 정상까지 넉넉히 1시간 정도 잡으면 된다. 가파르지 않아 쉬엄쉬엄 오르기에 좋다. 전망이 탁 트인 편은 아니지만 종종 왼쪽으로 광교저수지가 바라보인다. 광교산에서 보면 왜 수원이 ‘水原(수원)’인지 이해가 간다. 산 주변에 저수지가 유난히 많기 때문이다.
- 반딧불이 화장실 ~ 형제봉 ~ 시루봉 ~ 억새밭 ~ 통신탑 ~ 지지대고개(소요시간: 1시간 30분, 편도 코스)
- 반딧불이 화장실 ~ 천년수 약수터 ~ 형제봉 ~ 양지재 ~ 하광교소류지 ~ 광교쉄터 ~ 광교공원(소요시간: 2시간 10분)
- 반딧불이 화장실 ~ 형제봉 ~ 비로봉(종루봉) ~ 토끼재 ~ 광교산 정상 ~ 사방댐 ~ 상광교 버스종점(소요시간: 3시간 20분, 가족과 함께 하는 산행코스)

## 방송 송신 시설
| 디지털TV   |                          |            |                      |       |                        |
| 가상채널   | 방송국명                 | 호출부호   | 물리채널             | 출력  | 가시청권               |
| CH 6-1     | SBS DTV                  | HLSQ-DTV   | CH 35                | 1W    | 수도권 남부            |
| CH 7-1     | KBS서울 DTV2             | HLSA-DTV   | CH 48                | 1W    | 수도권 남부            |
| CH 8-1     | OBS 경인방송 DTV         | HLQS-DTV   | CH 25                | 2.5㎾ | 수도권 남부, 충남 북부 |
| CH 9-1     | KBS경인 DTV1             | HLAY-DTV   | CH 42                | 1㎾   | 수도권 남부            |
| CH 10-1    | EBS 1(지상파)            | HLQL-DTV   | CH 37                | 1㎾   | 수도권 남부            |
| CH 10-2    | EBS 2(지상파)            | HLQL-DTV   | CH 37                | 1㎾   | 수도권 남부            |
| CH 11-1    | MBC DTV                  | HLKV-DTV   | CH 27                | 0.2㎾ | 수도권 남부            |
| UHD        |                          |            |                      |       |                        |
| 가상채널   | 방송국명                 | 호출부호   | 물리채널             | 출력  | 가시청권               |
| CH 6-1     | SBS UHDTV                | HLSQ-UHDTV | 예정                 | 2kW   | 수도권 남부            |
| CH 7-1     | KBS 2 디지털TV           | HLQS-DTV   | CH 56                | 2kW   | 수도권 남부            |
| CH 8-1     | OBS 경인TV DTV           | HLQS-DTV   | 예정                 | 500㎾ | 수도권 남부            |
| CH 9-1     | KBS경인 D1TV             | HLAY-DTV   | CH 52                | 2kW   | 수도권 남부            |
| CH 11-1    | MBC UHDTV                | HLKV-DTV   | CH 55                | 2kW   | 수도권 남부            |
| FM 라디오  |                          |            |                      |       |                        |
| 채널       | 방송국명                 | 호출부호   |                      | 출력  | 가시청권               |
| 99.9㎒     | OBS 라디오               | HLMD-FM    |                      | 5kW   | 수도권 남부            |
| 지상파 DMB |                          |            |                      |       |                        |
| 앙상블명   | 방송국명                 | 호출부호   | 채널(주파수)         | 출력  | 가시청권               |
| YTN DMB    | mYTN                     | HLMA-TDMB  | CH 8-B (183.008MHz)  |       | 수도권 남부            |
| YTN DMB    | HD mYTN                  | HLMA-TDMB  | CH 8-B (183.008MHz)  |       | 수도권 남부            |
| YTN DMB    | LOTTE Homeshop(임대채널) | HLMA-TDMB  | CH 8-B (183.008MHz)  |       | 수도권 남부            |
| MBC DMB    | MY MBC                   | HLKV-TDMB  | CH 12-A (205.280MHz) |       | 수도권 남부            |
| MBC DMB    | HD my MBC                | HLKV-TDMB  | CH 12-A (205.280MHz) |       | 수도권 남부            |
| MBC DMB    | MBC RADIO                | HLKV-TDMB  | CH 12-A (205.280MHz) |       | 수도권 남부            |
| U-KBS      | KBS STAR                 | HLKA-TDMB  | CH 12-B (207.008MHz) |       | 수도권 남부            |
| U-KBS      | HD KBS STAR              | HLKA-TDMB  | CH 12-B (207.008MHz) |       | 수도권 남부            |
| U-KBS      | KBS HEART                | HLKA-TDMB  | CH 12-B (207.008MHz) |       | 수도권 남부            |
| U-KBS      | KBS MUSIC                | HLKA-TDMB  | CH 12-B (207.008MHz) |       | 수도권 남부            |
| SBS(u)     | SBS u TV                 | HLSQ-TDMB  | CH 12-C (208.736MHz) |       | 수도권 남부            |
| SBS(u)     | HD SBS u TV              | HLSQ-TDMB  | CH 12-C (208.736MHz) |       | 수도권 남부            |
| SBS(u)     | SBS V-Radio              | HLSQ-TDMB  | CH 12-C (208.736MHz) |       | 수도권 남부            |

## 기타
광교산은 한남정맥(漢南正脈)에 속해있는 산으로 칠장산에서 도덕산·국사봉(안성)·상봉·달기봉·무너미고개·함박산(函朴山:349.3m, 용인)·학고개·부아산(負兒山)·메주고개·석성산(石城山:471.5m, 용인)·할미성·인성산(仁聖山:122.4m, 용인)·형제봉·광교산(光敎山:582m)·백운산(白雲山:560m, 경기)·수리산(修理山, 경기)·국사봉(國思峯:538m, 경기)·청계산(淸溪山:618m, 경기)·응봉(鷹峰:348m, 과천)·관악산(冠岳山:629m, 서울)·소래산(蘇來山)·성주산(聖住山)·철마산·계양산(桂陽山)·가현봉(歌弦峰)·필봉산(筆峰山)·학운산(鶴雲山)·것고개·문수산 등으로 이어주고 있다.
광교산은 여러 아파트까지 이어준다

## 같이 보기
- 형제봉
- 광교저수지
- 한국의 산
- 백운산
- 석성산
- 법화산
- 탄천
- 김준룡장군 전승지 및 비